# Ланцюжок хешів
Ланцюжок хешів — результат послідовного застосування криптографічної хеш-функції до деякої стрічки. В комп'ютерній безпеці ланцюжок хешів використовується для генерації послідовності одноразових паролів по одному ключу або паролю. Ланцюжки хешів використовуються для реалізації невідмовності шляхом застосування до даних для запису хронології їх існування.

## Визначення
Ланцюжок хешів — результат послідовного застосування криптографічної хеш-функції {\displaystyle h(x)} до рядка {\displaystyle x}.
Наприклад,
{\displaystyle h(h(h(h(x))))}
дає ланцюжок хешів довжини 4, що часто позначається як {\displaystyle h^{4}(x)}

## Застосування
Леслі Лампорт запропонував використовувати ланцюжки хешів в якості схеми захисту пароля в небезпечному оточенні. Сервер, до якого потрібно надавати автентифікацію, може зберігати ланцюжок хешів замість незашифрованого пароля, запобігаючи таким чином крадіжці пароля під час передачі на сервер або безпосередньо з сервера. Наприклад, сервер починає з зберігання запису {\displaystyle h^{1000}(password)}, яка надається користувачем. Коли користувач бажає автентифікуватися, він посилає на сервер рядок {\displaystyle h^{999}(password)}. Сервер обчислює рядок {\displaystyle h(h^{999}(password))=h^{1000}(password)} і переконується в збігу із збереженим на сервері записом. Після цього сервер зберігає запис {\displaystyle h^{999}(password)} для подальшої автентифікації.
Зловмисник, що перехопив {\displaystyle h^{999}(password)} при зверненні до сервера не зможе відтворити і передати на сервер початок ланцюжка, оскільки тепер сервер очікує {\displaystyle h^{998}(password)}. Завдяки властивості незворотності криптографічних хеш-функцій зловмисник не зможе звернути хеш-функцію і отримати початок ланцюжка. У цьому прикладі користувач може автентифікуватися 1000 разів до того моменту, коли ланцюжок буде вичерпаний. Щоразу значення хешу передається різне, тому перехоплення одного хешу не дозволить провести повторну ідентифікацію.

## Бінарні ланцюжки хешів
Бінарні ланцюжки хешів зазвичай використовуються разом з хеш-деревами. Бінарний ланцюжок хешів приймає на вхід значення пари хешів, склеює їх і застосовує хеш-функцію до отриманого рядку, утворюючи, таким чином, третій хеш.
На діаграмі зображено хеш-дерево, що складається з 8 листових вузлів та ланцюгів хешів для третього аркуша. Для того, щоб відновити хеш-ланцюжок, в доповнення до самих хеш-значень потрібно знати порядок конкатенації (праворуч або ліворуч, 1 або 0).

## Дивись також
- Виклик-відповідь (автентифікація)
- Одноразовий пароль